# Elena Martín
Elena Martín Gimeno, née en 1992 à Barcelone, est une actrice et réalisatrice catalane.

## Biographie
Étudiante en communication audiovisuelle à Barcelone, Elena Martín réalise différents courts-métrages dont Vidas de Lucas en 2010. Elle participe également à l’écriture de scénarios comme dans Historias de Lavapiés de Ramón Luque sorti en 2014, et assiste les directeurs artistiques sur des tournages.

## Carrière professionnelle
Le premier long métrage d’Elena Martín intitulé Júlia ist s’inscrit dans le cadre d’un projet de fin d’études. Le scénario a été co-écrit avec trois de ses camarades de formation audiovisuelle, Maria Castellví, Marta Cruañas et Pol Rebaque. La réalisatrice s’inspire de sa propre expérience à l’étranger pour conter les élans d'émancipation de Julia en Erasmus à Berlin,. Elle y interprète également le rôle principal. 
Elena Martín est récompensée du Prix du meilleur film et de la meilleure réalisatrice lors de Festival du cinéma espagnol de Malaga 2017. 

## Filmographie

### Comme actrice

#### Cinéma
- 2015 : Les amigues de l'Àgata d'Alba Cros, Laia Alabart, Marta Verheyen et Laura Rius : Àgata
- 2017 : Júlia ist d'Elena Martin : Júlia
- 2018 : Face au vent de Meritxell Colell : Berta

#### Télévision
- 2011 : Morir en 3 actes : Perruquera
- 2017 : Àrtic : Elena Martin
- 2017 : Tria33 : Elena Martin
- 2017 – 2018 : Días de cine : Elena Martin
- 2018 : Premis Gaudí 10 anys : Elena Martin

### Comme réalisatrice
- 2010 : Vidas de Lucas (court métrage)
- 2017 : Júlia ist (es)
- 2023 : Creatura, 112 min (Prix Gaudí du meilleur film en langue catalane 2024)

## Distinction
- Label Europa Cinemas, festival de Cannes, 2023[8]